# Népal (rappeur)
Pour les articles homonymes, voir Nepal (homonymie).
Népal, de son vrai nom Clément Enzo Florian Di Fiore (né le 12 octobre 1990 dans le 14e arrondissement de Paris et décédé le 9 novembre 2019 à Clichy, dans les Hauts-de-Seine,), est un rappeur et beatmaker français. L'artiste — qui attache énormément d'importance à l'anonymat et ne se montre qu'encapuchonné, masqué, cagoulé ou même maquillé — est également connu sous les noms KLM et GrandMaster Splinter. Cofondateur du collectif de la 75e Session, il forme avec Doums le duo 2Fingz. Il est également proche du collectif L'Entourage, du groupe 1995 et du projet LesGarsLaxistes.

## Biographie

### Débuts (2008–2014)
En 2009, il cofonde la 75e Session, un collectif né autour de rappeurs, de beatmakers, de graphistes et de vidéastes, influent dans le milieu de l'underground parisien. Sa première véritable apparition musicale remonte à 2010, avec une participation au morceau Clash de son ami Hippocampe Fou, issu de l'EP Vidéo Rap. Avec la 75e Session, il inaugure en 2011 une série de freestyle anonymes, John Doe ( En anglais, John Doe (version féminine : Jane Doe) est une expression qui désigne une personne non identifiée ), dans lesquels apparaîtront de futurs grands noms comme Vald ou encore Georgio.
Il crée en parallèle le duo 2Fingz avec son ami d'enfance rencontré au collège, Doums, membre du collectif L'Entourage, et sortent ensemble leur première mixtape éponyme 2Fingz en 2011 suivi d'une seconde La Folie des Glandeurs en 2013.
Entre 2012 et 2014, Népal réalise également trois medleys sous le pseudonyme de Grandmaster Splinter, medleys constitués de morceaux enregistrés sur des Faces B.
Le 29 mai 2014, il apparaît sur un freestyle Grünt no 18 aux côtés de ses amis de la 75e Session, on peut y voir[style à revoir] aussi Limsa d'Aulnay, Sanka, FA2L, Georgio, Doums et Sheldon.

### De16par16à445enuit(2014–2018)
Le 8 juillet 2016, Népal publie le double projet 444 nuits, constitué de deux EP de six titres chacun, la Version bleue, et la Version Rouge, possible clin d'œil aux versions bleues et rouges de Pokémon ou aux pilules bleues et rouges du film Matrix. L'EP reçoit également une version physique limitée au nombre de 444 exemplaires et un morceau bonus de l'album : Gava se trouve en exclusivité dans la version physique, et un morceau bénéficie d'un clip vidéo, Rien d'Spécial, réalisé par Les Gars Laxistes.
La même année Népal participe à l'album de Nekfeu, Cyborg, sur le morceau Esquimaux, et en tant que beatmaker sur le morceau Humanoïde,.
Le 21 septembre 2017, exactement 444 jours après son double EP 444 nuits, il sort son troisième projet solo 445e Nuit, dans lequel il collabore avec Doums et 3010, EP en partie produit par lui-même, mais aussi par Stratega et Yung Cœur. Le projet passera un peu inaperçu du grand public, bien que très bien accueilli par la presse spécialisée et par les auditeurs. Cet EP est un mélange d'ambiances, alternant entre des morceaux kickés et planants, dans lequel Népal s'adonne à chantonner le refrain d'Insomnie, ou bien s'amuse en variant spécialement ses placements dans le morceau Love64.
Le 26 janvier 2018 voit la sortie du projet Yê de l'artiste Sopico, également membre de la 75e Session. Népal apparaît en featuring sur le titre Domo.

### 445enuitet2016-2018(2018–2019)
Le 23 septembre 2018, plus d'un an sans la moindre activité musicale en solo, Népal sort l'EP KKSHISENSE8, composé de huit titres, incluant des collaborations avec Gracy Hopkins, Doums et le Bohemian Club. L'amour de Népal pour la culture Japonaise transparaît clairement dans cet EP, que ce soit avec les ambiances sonores, avec le titre de cet EP KKSHISENSE8 référence éponyme au personnage Kakashi Hatake dans Naruto, ou bien avec les nombreuses références présentes dans ses textes. Comme pour le précédent, ce projet est exclusivement produit par Népal mais aussi par Stratega et Diabi, est téléchargeable gratuitement, tout en recevant une édition physique limitée à 1 000 exemplaires. L'artiste finit par annoncer qu'il s'agissait de son dernier EP avant son premier album.
Le 23 août 2019, Népal sort la compilation 2016-2018 sur les différentes plateformes de streaming regroupant certains morceaux, ainsi que des singles, de ses projets sortis dans cette période. La sortie de ces morceaux sur les plateformes de streaming annonce à ce moment précis, la sortie imminente de son 1er album studio. Dans un même temps, Népal crée pour la première fois depuis ses débuts un compte Instagram officiel dans lequel il partagera la sortie de cette compilation et de toutes les musiques qu’il publiera jusqu’à son décès.
Le 28 novembre 2019, le titre Là-bas est publié, dont le clip est tourné dans des ruelles et quartiers libanais d'Achrafieh et Sin el Fil (régions de Beyrouth).

### Décès et album posthume (2019–2020)
Népal meurt le 9 novembre 2019 à Clichy à l’âge de 29 ans. La nouvelle est annoncée publiquement par ses proches sur ses réseaux sociaux onze jours plus tard, le 20 novembre, annonçant également la sortie de son premier album Adios Bahamas qu'il venait de finaliser. Pour la première fois, Népal est directement exposé au cœur d'une importante médiatisation.
Le 10 janvier 2020, est dévoilé, à titre posthume, Adios Bahamas, son premier album. Il sort sur son propre label, Triple 4 Gear, créé en 2019. Parmi les douze pistes de l'album de Népal, apparaissent en featuring Di-Meh, Doums, Sheldon, 3010, ainsi que Nekfeu sur le titre En face. Commencé et finalisé par l'artiste de son vivant, cet album témoigne d'une certaine audace et d'originalité, avec des morceaux entièrement ou partiellement chantonnés offrant des variations de sonorités et de styles. De plus, ce projet est porteur d'un message de paix et de sérénité. On y trouve[style à revoir] un discours inspiré des romans d'Hermann Hesse, à qui Népal vouait une profonde admiration ; il lui dédie d'ailleurs l'unique couplet du morceau Sundance.
Lors de sa première semaine de ventes, il figure en treizième position du Top Album de la SNEP. L'album sera finalement certifié disque d'or le 23 mars 2021, soit plus d'un an après sa sortie. Il obtient sa certification de platine le 1er août 2022.
Du 28 septembre au 2 octobre, ses proches dévoilent quotidiennement cinq morceaux inédits accompagnés de deux clips, et ce conformément à sa volonté. Le clip de Benji, tourné au Sri Lanka par Népal de son vivant, est dévoilé le vendredi 2 octobre, et s'inscrit comme la dernière pièce de la discographie de Clément di Fiore.

### Postérité et hommages (depuis 2019)
Artiste très respecté dans le monde du rap francophone, la brusque disparition de Népal a suscité de nombreuses réactions. Ainsi, de nombreux rappeurs n'hésitent pas à lui rendre directement hommage dans leurs paroles, tel que Nekfeu, PLK, Alpha Wann, Di-Meh, Sopico, Sheldon, Georgio, M le Maudit ou encore Limsa d'Aulnay. La mort de Népal est même l'un des thèmes récurrents de l'album SZR 2001 du S-Crew, sorti en 2022, où les morceaux Maintenant et N'oublie pas lui sont dédiés.
En 2020, dans son album Nouvo mode, Sneazzy lui rend hommage dans un titre avec Nekfeu, Alpha Wann et S.Pri Noir, intitulé Étincelles — le morceau se termine sur la phrase : « Paix à l'âme de Népal ».
En décembre 2019, un graffiti est réalisé en son hommage par la 75e Session et LesGarsLaxistes. Représentant la cover[pas clair] d'Adios Bahamas, il est situé Rue des Thermopyles dans le 14e arrondissement de Paris, quartier d'origine du rappeur. Un deuxième, moins connu, est situé rue Henri-Noguères dans le 19e arrondissement de Paris. En avril 2021, une troisième fresque de près de cent mètres est déployée rue Florian dans le 20e arrondissement de Paris, en face du nouveau studio de la 75e Session.
Le 4 avril 2022, des internautes lui rendent hommage lors de l'événement r/place, massivement relayé via Twitch. Au milieu d'une zone de la page accueillant les fiertés du patrimoine français, la cover d'Adios Bahamas jouxte l'Arc de triomphe, le duo de musique électronique Daft Punk, ou encore l'astronaute Thomas Pesquet.
Le 28 juillet 2022, l'album Adios Bahamas est officiellement certifié disque de platine. Le 1er septembre 2022, Sopico lui rend hommage par le titre de son morceau 444 Vies. Le 13 avril 2023, le rappeur PLK dévoile son nouvel EP 2069 et le morceau Demain dans lequel il rend hommage aux rappeurs Luv Resval et Népal avec la phrase : « J’repense à Resval, j’repense a Népal, des souvenirs tachés / Plus rien à cacher, on les oublie pas. ».
Le 6 octobre 2022, le titre Suga Suga avec Doums est certifié disque de platine. Le 9 novembre 2023, le titre Rien d'Spécial est certifié single de platine. Le 25 mars 2024, le titre Babylone est certifié single de platine. Le 10 octobre 2024, Népal obtient son premier disque de diamant avec le titre Sundance.

## Discographie
Plus d'un an après la mort de Népal, sa discographie est rendue libre d'accès. Cette décision de la part de ses proches fait écho à la philosophie de Népal concernant la distribution de sa musique, où chaque sortie d'un de ses EP était accompagnée d'un lien de téléchargement gratuit et de sa publication sur la chaîne YouTube de la 75e Session.

### Singles, beat-tapes, mixes, medleys
- 2012 : Medley Vol.1 (Grandmaster Splinter)
- 2012 : Medley Vol.2 (Grandmaster Splinter)
- 2014 : Medley Vol.3 (Grandmaster Splinter)
- 2014 : Ibiki
- 2014 : Baby Milo
- 2015 : James Worthy
- 2015 : Fugu
- 2015 : Enter The Dojo Vol.1 (KLM)
- 2015 : 66 Mesures
- 2015 : Abra (10 Bands Freestyle)
- 2017 : Slow Mix 06/08/17 (KLM)
- 2018 : Slow Mix 07/02/18 (KLM)
- 2020 : Dans le fond
- 2020 : Cheddar
- 2020 : Coach K
- 2020 : Même Vie
- 2020 : Benji

### Apparitions
- 2010 : Hippocampe Fou feat. Népal (KLM) - Clash
- 2011 : John Doe ∅ 1 (Freestyle Anonyme)
- 2012 : Reeko feat. Nekfeu, Alpha Wann, KLM - Coup de crayon (single)
- 2013 : Sanka feat. Népal - Un monde imaginaire sur l'EP Nomade Shaolin
- 2014 : 75e Session feat. 13 Sarkastick, Panama Bende - La Diff sur l'EP Paris - Genève
- 2014 : Di-Meh feat. Nepal, Limsa - Le taff est fait sur l'EP Reste calme
- 2014 : Grünt #18 feat. 75e Session
- 2014 : Di-Meh feat. Nepal - Paris-Genève 2 sur l'EP Dimeh Hendrix
- 2014 : Sheldon feat. Népal, Walter - Le Grand bond en avant (Single)
- 2015 : Di-Meh feat. Népal - Fu Gee La sur l'EP Entre le rap et la vraie vie
- 2015 : Fonky Drü feat. 75e Session - Azur sur l'EP Delta 64236
- 2015 : FA2L feat. Népal, Losti - Petit frère sur l'EP Fameux
- 2015 : FA2L feat. Népal - La Cigarette sur l'EP Fameux
- 2016 : Nekfeu feat. Népal - Esquimaux sur l'album Cyborg
- 2016 : Népal et Diabi - Benjamin Franklin sur l'EP The Lost Draft
- 2016 : Les Chics Types feat. Népal - Cafard boulevard sur l'EP Tout Baigne
- 2017 : Lomepal feat. 2Fingz - Lucy sur l'album Flip
- 2017 : Di-Meh feat. Népal - Ennemis sur l'EP Focus
- 2017 : L'affreux Jojo feat. Népal - À l'aise sur l'EP Portraits gachés
- 2018 : Sopico feat. Népal - Domo sur l'album YË
- 2018 : Grünt Hors-Série feat. Doums, Nekfeu, Alpha Wann, 2zer, Framal, Mekra
- 2018 : Bohemian Club feat. Népal - Toxic sur l'EP Substance M
- 2018 : Troisième Freestyle de la série Règlement Space de la chaine du Règlement
- 2019 : M le Maudit feat. Népal - Éveil sur l'EP I Hate Love
- 2019 : WondaGurl feat. Népal - City Lights, Pt.2 sur l'EP Toronto - Paris
- 2019 : Fixpen Sill feat. Népal - Touareg sur l'album Flag
- 2019 : Doums feat. Népal - Le Fer sur l'album Pilote et Co

### Avec 2Fingz
- 2011 : 2FingZ
- 2013 : La Folie des Glandeurs

## Certifications
L'album Adios Bahamas est certifié disque d'or le 23 mars 2021, puis disque de platine le 1er août 2022. La mixtape 2016-2018 est certifiée disque d'or. Le 10 octobre 2024, Népal obtient son premier disque de diamant pour son single Sundance.
Népal compte 11 singles certifiés, : Sundance ( Diamant), Rien d'spécial ( Platine), Suga Suga (feat. Doums) ( Platine), Esquimaux (Nekfeu feat. Népal) ( Platine), En Face ( Or),Trajectoire ( Or), Daruma ( Or), Babylone ( Or), Cheddar ( Or), et Lucy (Lomepal feat. 2Fingz) ( Or).